# Lamprologus kungweensis
Lamprologus kungweensis és una espècie de peix de la família dels cíclids i de l'ordre dels perciformes.

## Morfologia
Els mascles poden assolir els 8 cm de longitud total.

## Distribució geogràfica
Es troba a Àfrica: és una espècie de peix endèmica de la costa nord-est del llac Tanganyika.